# Concert per a piano núm. 1 (Xostakóvitx)
El Concert per a piano, trompeta i orquestra de cordes en do menor, op. 35, també conegut simplement com a Concert per a piano, va ser escrit per Dmitri Xostakóvitx i estrenat el 15 d'octubre del mateix any amb el compositor al piano, Alexander Schmidt com a trompetista i l'Orquestra Filharmònica de Leningrad sota la batuta de Fritz Stiedry. El concert, que va ser començat el 6 de març i finalitzat 20 de juliol del mateix any de la seva estrena, consta de quatre moviments que se succeeixen sense interrupcions.

## Origen i context
Xostakóvitx va compondre aquest concert a l'edat de vint-i-set i es pot qualificar d'un entreteniment suculent. L'estil és més enlluernador i colorit que el Segon Concert. La particular combinació de piano, trompeta i orquestra de corda és una escriptura inusual que permet textures brillants, de vegades amb tints d'humor. L'execució és virtuosa per a tothom, pels dos instruments solistes i també per les cordes. Tanmateix, les textures són clares i ben equilibrades, hi ha moltes melodies atractives, i la música és dinàmica i expressiva.

## Moviments
El concert està estructurat en tres o quatre moviments:
1. Allegretto
2. Lento
3. Moderato
4. Allegro con brio

El moderato és de vegades vist com un passatge introductori de l'allegro con brio i no com un moviment independent, marcant-lo com Moderato – Allegro con brio. No obstant això, l'humor entre els dos és tan diferent que alguns consideren que són dos moviments.
Durant el segon moviment, lento, la trompeta s'executa amb sordina, la qual cosa li confereix un so molt particular. En l'últim moviment, allegro con brio, la trompeta té alguna intervenció però la importància la té el piano.
Com en altres obres d'aquest període de Xostakóvitx, es fa referència a temes propis i d'altres compositors. Són notables les cites a Ludwig van Beethoven: en el primer moviment, després d'una introducció per part del piano i la trompeta, el piano esbossa una variació dels primers compassos de la Sonata Appasionata; en l'últim moviment, a manera de cadenza, usa una paràfrasi del conegut Die Wut über den verlorenen Groschen (Enutjat per un penic perdut, en alemany).